# Basilika Unserer Lieben Frau von der Gesundheit (Harihar)

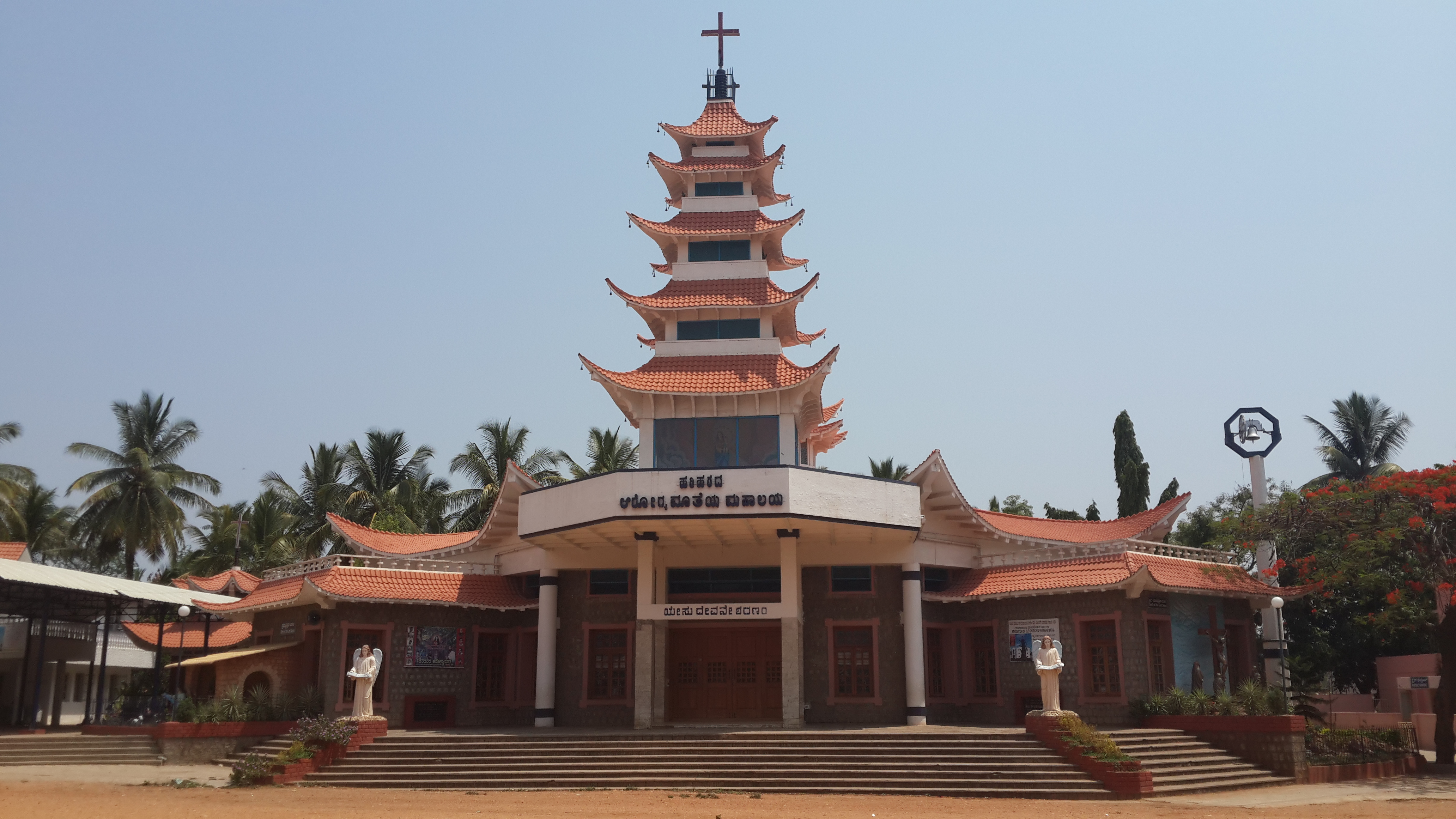
Basilika Unserer Lieben Frau von der Gesundheit

Die Basilika Unserer Lieben Frau von der Gesundheit (englisch Basilica Our Lady of Health) ist eine römisch-katholische Kirche in der Stadt Harihar im südindischen Bundesstaat Karnataka. Die Wallfahrtskirche des Bistums Shimoga ist Maria, Heil der Kranken gewidmet. Die Kirche mit dem Turm in der Bauform einer Pagode stammt von 1992.

## Geschichte
Harihar ist ein Pilgerort im Zentrum von Karnataka. Er geht zurück auf ein Ereignis um 1800, bei dem ein Brahmane durch eine Marienstatue vor dem Ertrinken im Fluss Tungabhadra gerettet wurde. Nach der Verehrung der Statue in einer Baumnische und verschiedenen ihr zugeschriebenen Heilungen wurde ihr unter der Anrufung Mutter der Gesundheit 1833 eine erste Kapelle am Haus des Brahmanen errichtet, wie 1895 dokumentiert wurde.
Nach dem Kauf eines Grundstückes 1954 konnte bis 1963 eine erste Kirche erbaut werden. Bei der Kirchweihe durch Erzbischof von Bangalore Thomas Pothakamury wurde die Marienstatue aus der bis heute erhaltenen Kapelle überführt. Nach der Pfarrgründung 1977 und dem Bau einer Gesundheitsstation 1985 konnte 1989 mit dem Bau der heutigen Kirche begonnen werden, die 1992 fertiggestellt wurde. Die Weihe erfolgte durch den ersten Bischof von Shimoga Ignatius Paul Pinto. 2002 folgte der Bau eines Pilgerzentrums. 2012 wurde die Kirche von Harihar zum Diözesanheiligtum erklärt. Papst Franziskus erhob die Kirche 2019 zur dritten Basilica minor im Bundesstaat Karnataka.